# ستورم نورتن
ستورم نورتن (بالإنجليزية: Storm Norton)‏ هو لاعب كرة قدم أمريكية أمريكي، ولد في 16 مايو 1994 في توليدو في الولايات المتحدة.